# Murs (Vaucluse)
Murs é uma comuna francesa na região administrativa da Provença-Alpes-Costa Azul, no departamento de Vaucluse. Estende-se por uma área de 31.26 km². Em 2010 a comuna tinha 420 habitantes (densidade: 13,4 hab./km²).